# Fuller Theological Seminary
Fuller Theological Seminary – ewangelikalne seminarium teologiczne w Pasadenie, w Kalifornii, założone w 1947 roku. 
Seminarium posiada trzy wydziały: teologiczny, psychologiczny i badań międzykulturowych.
Studiuje w nim ponad 4 300 osób z 67 krajów, reprezentujących 108 denominacji chrześcijańskich. 

## Znani absolwenci
- Leith Anderson – prezes Narodowego Stowarzyszenia Ewangelikałów w USA
- Rob Bell – pastor i pisarz amerykański. W 2011 magazyn Time dodał go do swojej listy 100 najbardziej wpływowych osób na świecie
- Bill Bright – założyciel Campus Crusade for Christ
- John Maxwell – autor ewangelikalny, mówca i pastor
- John Ortberg – autor, mówca i pastor amerykański
- Alfred Palla – polski historyk starożytności i teolog adwentystyczny[2]
- John Piper – pisarz, teolog i pastor baptystyczny
- Miroslav Volf – teolog kalwiński
- Rick Warren – pastor i pisarz, autor bestsellerów

## Znani wykładowcy
- Richard Foster – teolog i autor
- Charles H. Kraft – chrześcijański apologeta, antropolog i językoznawca
- C. Peter Wagner – chrześcijański teolog, misjolog, misjonarz, pisarz i nauczyciel
- Mel Biały – amerykański duchowny i autor
- John Wimber – pastor i założyciel Stowarzyszenia „Wineyard”